# Белов, Иван Васильевич (генерал-майор)
Иван Васильевич Белов — советский военный деятель, генерал-майор авиации.

## Биография
Родился в 1912 году в деревне Тарханово. Член КПСС.
С 1933 года — на военной службе. В 1933—1962 гг. — лётчик-инструктор, в составе группы советских летчиков-добровольцев участник китайско-японской войны, заместитель командира эскадрильи 49-го истребительного авиаполка, участник Великой Отечественной войны, заместитель командира, командир 163-го истребительного авиаполка, участник советско-японской войны, командир 5-й гвардейской истребительной авиадивизией на Дальнем Востоке, командир 64-го истребительного авиационного корпуса, заместитель командующего войсками воздушной обороны приграничной линии в Китае, заместитель командующего 37-й воздушной армией по ПВО в Северной группе войск, старший военный советник при командующем ВВС военного округа НОАК, начальник Управления авиационной подготовки и спорта ЦК ДОСААФ.
Умер в Москве в 1970 году.